# Alfons Maria Mucha
Alfons Maria Mucha, češki slikar in grafik, * 24. maj 1860, Ivančice, Moravska (danes del Češke), † 14. julij 1939, Praga. 
Bil je eden najbolj prepoznavnih predstavnikov art nouveauja. Zaslovel je z bogato stilizirano plakatno umetnostjo, ustvaril pa je tudi bogato zbirko slik, oglasov, knjižnih ilustracij in načrtov za nakit, preproge, tapete in gledališke scene, vse v prepoznavnem slogu art nouveauja, za katerega nekateri pravijo, da naj bi se prvotno imenoval »le style Mucha« oz. Muchov stil. 

## Življenje
Leta 1887 se je iz rodne Češke preselil v Pariz in tam nadaljeval študij na akademiji. Okoli božiča leta 1894 je po naključju zavil v tiskarno, kjer je prejel nenadno zahtevo po oblikovanju oglasa za gledališče Théâtre de la Renaissance in najbolj znano in pomembno igralko tistega časa v Parizu, Sarah Bernhardt. Izdelava litografskega plakata za predstavo Gismonda je bila zanj prelomna, saj je le ta postal čez noč senzacija in novost za dekorativno umetnost. S tem plakatom je Mucha začel evforijo plakatne umetnosti, ki so ji mnogi sledili (Henri de Toulouse-Lautrec, Eugene Grasset in Jules Cheret). Tako tudi grafiki postanejo umetniki. Nastanejo pa tudi novi poklici, kot na primer modni oblikovalci in frizerski mojstri.
Igralka Sarah Bernhardt je bila tako zadovoljna s prvim plakatom, da je nemudoma podpisala šestletno pogodbo z Mucho. S časom ni bil zadolžen le za izdelavo plakatov, temveč tudi za poslikavo scen in kostumografijo v renesančnem gledališču. Že od otroštva ga je navduševala sakralna umetnost, saj je bil vzgojen v katoliškem okolju, kar se poleg neogotskih in baročnih detajlov odraža v njegovih delih. Velikokrat zasledimo na njegovih plakatih polkrog za žensko podobo, kar nas spominja na svetniški sij, prav tako kot razni križi in mozaiki. Največji vpliv pa zagotovo na umetniku pusti simbolizem, saj od tam prihaja inspracija alegoričnih motivov, dekorativnih efektov, zasanjane ženske podobe in simbolizem baziran na floralnih ornamentih. Prav tako ga v mnogih delih inspirira orient, natančneje bizantinska umetnost in zgodnja umetnost srednjega veka. Pogosto je upodabljal lepa mlada dekleta v klasicističnih oblekah, obdana z bujnimi cvetlicami. Njegov slog so posnemali številni. Poleg prevladujočega motiva ženske podobe dodaja tudi stilizirane figure rastlin. Idealizirani ženski se ukrivljena poteza ujema z obliko telesa in se nadaljuje v bujnih laseh in fantastičnih gubah oblačil. Podobe so večinoma simbolične, skrivnostne in nedosegljive v svoji veličini. Mucha tako v svojih zrelih letih ovekoveči slovanski tip ženske.